# Мірошник В'ячеслав Володимирович
В'ячесла́в Володими́рович Міро́шник (9 листопада 1971, м. Рівне, Українська РСР — 24 квітня 2015, м. Рівне, Україна) — старший лейтенант Збройних сил України, учасник російсько-української війни. У мирному житті — інженер, підприємець.

## Життєвий шлях
Народився 1971 року в місті Рівне, був молодшою дитиною у батьків. Дід по татовій лінії — Мірошник — родом з Дніпра, а бабуся — Сєрова — розкуркулена росіянка. Були в роду і військові, дід по маминій лінії — офіцер Іванчук, українець, репресований, бо потрапив у полон до німців, відсидів у тюрмі, повернувся з туберкульозом. Сам В'ячеслав усе життя розмовляв російською. Навчався у рівненській середній школі № 15. Закінчив Національний університет водного господарства та природокористування з «червоним» дипломом. Власноруч майстрував вироби із деревини, каменю, металу. Успішно займався підприємництвом. Одним із перших у Рівному зайнявся утепленням будинків, відкрив виробничу лінію з виготовлення матеріалів для утеплення. Робив фасади будівель — кафе «Бруклін», «Аміго», дах в офісі «Рівнетеплоенерго», у кафе «Мармелад», що біля драмтеатру.
З початком війни зайнявся волонтерською діяльністю, а у вересні 2014 добровольцем пішов на фронт.
Старший лейтенант, заступник командира роти з озброєння 703-го інженерного полку, в/ч А3817, м. Самбір, Львівська область. Забрав на передову свій мікроавтобус Mercedes Vito, який волонтери переобладнали для евакуації поранених. Бус назвали «Любочка» на честь дружини.
Був поранений у вересні 2014, зазнав контузії. Взимку 2015 брав участь у боях за Дебальцеве, після виходу з котла казав: «Ми вийшли в крові і мізках наших хлопців». Не міг спати. Внаслідок розвинулась тяжка форма цукрового діабету, і В'ячеслав потрапив до лікарні.
24 квітня 2015 о 9:30 помер у рівненському військовому шпиталі.
Похований 25 квітня у Рівному на Алеї Слави кладовища «Нове» («Молодіжне»), в місті було оголошено жалобу.
Без В'ячеслава лишилися батьки, дружина Любов Тимофіївна Шелкович, четверо синів та онук.

## Нагороди та звання
- Указом Президента України № 9/2016 від 16 січня 2016 року — «за особисту мужність і високий професіоналізм, виявлені у захисті державного суверенітету та територіальної цілісності України, вірність військовій присязі», нагороджений орденом Богдана Хмельницького III ступеня (посмертно)[3].
- Медаль «Захиснику Вітчизни» (посмертно).
- Відзнака УПЦ КП — медаль «За жертовність і любов до України» (посмертно).
- Рішенням Рівненської міської ради № 5756 від 17 вересня 2015 присвоєне звання Почесний громадянин міста Рівного (посмертно)[4].

## Вшанування пам'яті
- У жовтні 2015 в Рівному, на перехресті вулиць Соборної та 16 Липня, відкрито меморіал з іменами шістнадцятьох загиблих рівненських бійців АТО, серед яких і В'ячеслав Мірошник, та трьох Героїв Небесної сотні[5].
- 12 жовтня 2016 на фасаді Рівненської спеціалізованої школи І-ІІІ ступенів № 15 відкрито пам'ятну дошку випускнику школи В'ячеславу Мірошнику[6][7].